# IC 4749
IC 4749 ist eine linsenförmige Galaxie vom Hubble-Typ S0 im Sternbild Pfau am Südsternhimmel. Sie ist schätzungsweise 189 Millionen Lichtjahre von der Milchstraße entfernt und hat einen Durchmesser von etwa 40.000 Lj.

Im selben Himmelsareal befinden sich u. a. die Galaxien IC 4742, IC 4744, IC 4750, IC 4755.
Das Objekt wurde am 20. Juli 1901 von DeLisle Stewart entdeckt.